# Avusy
Avusy település Svájcban, Genf kantonban. Lakosainak száma 1416 fő (2018. december 31.). Genf városának agglomerációjába sorolható.

## Népesség
A település népességének változása az elmúlt években:
| 2017 | 1 434 |
| 2018 | 1 416 |

Történelmi viszonylatban: